# 中文化
中文化包含了国际化与本地化的概念，指将使用非中文语言作为系統界面或原生音频的计算机软件、电子游戏（包括电脑游戏）影片、圖片等等，在不改变原本意思的前提下，翻譯並修改成为使用中文界面或配以字幕的过程。此过程在中国大陆和港澳地区常被称为汉化，而台湾以及部分中国大陆从事软件文字本地化（localize）的人士则通常称其为中文化。

## 计算机软件中文化

### 方式
中文化的方式主要分为以下几种：
1. 源代码中文化：从软件的源代码起，将其中涉及的用户界面的部分全部修改为中文，然后将其重新编译为中文软件。这种方式是开放源代码社区中中文化最常见的方式，另外，部分国外的商业软件公司也通过这种方式来与中国国内的子公司或者代理商合作汉化软件产品。
2. 资源文件中文化：当今软件开发的国际化需求越來越受重視，因而發展出以「資源檔案」（resource file）來解決不同語言間切換問題的方式。這種方式的運作原理為将所有与语言文字相关的資料抽取出來，存放在額外的文字檔中，和程式原始碼徹底區分開來。每種語言版本都有其專屬的語言檔案，稱為「語系檔」或「語言套件」。當需要切換語言時，只需要替換這個檔案即可。这种汉化方式為根据软件原有的资源文件制作新的中文版资源文件，被认为是汉化工作裡最简单、方便且不破壞、修改原軟體的方法，但必须在待汉化的软件本身就有這個設定的情況下才能使用。
3. 二进制中文化：使用特定的编辑软件將可执行文件中的语言字符串直接修改為汉字。在没有得到开发商授权的情况下，这是一种争议很大的汉化方式，因为通常商业软件发行许可证是禁止这种修改行为的。但是在很多情况下，也只有通过这种方式才能得到软件的中文版本。
4. 实时内存中文化：通过修改目标程序内存中数据，或者通过HOOK API，使用額外的文件（如汉化包或中文补丁等），或者经过即时翻译将程序用户图形界面上的英文显示替换为显示中文。这种方式不需要修改磁盘裡的文件，适合如晴窗中文大侠、点点通、东方快车、金山快译等不便修改文件的（面向最终用户的）软件。

### 软件汉化主要工具
Resscope/Exescope辅助中文化工具，可以用来对PE信息工具的结果做进一步验证，和临时性的修改软件资源，不支持词典翻譯，如果使用这个作为中文化工具，需要汉化的软件推出新版本以后，需要投入较多不必要的重复劳动。
Restorator和大名鼎鼎的Exescope类似的辅助中文化工具，拥有比Exescope更人性化的界面和更为丰富的功能。
Passolo大而全的本地化工具，可以汉化VC、Delphi、Palm、Java、MSI等输出文件，支持词典翻譯，Passolo对文本的解析能力比较强，可以通过自定义规则，汉化不同格式的自定义语言文件。
Visual Localize常用来中文化VC（Visual Studio）编译的程序，支持自动词条翻译，相同的内容只需要翻译一次。常用版本是5.21。
Multilizer可以中文化VC、Delphi、Palm、Java、Symbian等各式应用程序，对Delphi程序的兼容能力较Passolo/Alchemy Catalyst等本地化工具强，提供了未知组件映射等功能，对使用了皮肤控件Skin componet的程序有不错效果。
Language Localizer早期用来中文化Delphi程序的的工具之一。
OmegaT主要用来本地化自由软件的工具，支持多种源文件格式，例如gettext po。也用于文段翻译。
Poedit用来本地化po文件的工具。大部分自由软件和小部分专有软件接受这种格式翻译。

## 其他媒体的汉化
随着互联网的普及，越来越多国外媒体信息进入中文圈。以外國語言製作的电子游戏（包括电脑游戏）、电影、电视剧集、小说漫画、杂志报刊等等开始受到大家的关注。以往由于贩售地域限制而难以获得的信息随着互联网变得更容易获得，促进了各种媒体的中文化发展。

### 官方中文化
指经由著作权人正式授权的中文版，经正式出版以供合法散佈。例如代理商代理的外國版權漫畫、小說、雜誌、遊戲、電視電影或各式軟體，經由商業合作取得授權；或電腦軟體的製作者，自行翻譯或接受其他人的翻譯，將中文版、中文語系檔或中文化套件等內容納入軟體的正式版本之中。
一般来说是汉化品質最高的方式。但有时也有翻譯品質不佳或者敷衍了事的状况出现。如踢牙老奶奶，俸俸伲购美病等问题。
对于计算机软件、电子游戏而言，如果出现翻译错误或者bug，部分较为认真的公司会在正式发售后放出修正补丁。
对于纸质媒体、影像媒体如书籍或DVD等则会通过再版的方式进行修正。

### 民间汉化
又稱為「非官方中文化」，指未經官方授權的中文化行為。
受限於授權問題，並非所有作品都有合法的官方中文化。對於沒有商業公司願意代理，或者官方中文化品質較差的作品，開始有人進行私人的中文化作業。不过由于存在译者对媒体本身的理解问题，汉化品質参差不齐。
這種未經官方認可的中文化工作並不支薪，參與者多半出於善意，秉持著練習、交流、分享的精神製作。他們多以小组方式进行，由不特定成員製作而成。由於版權問題，大部分作品不在公开場合發表，而是透過作者自己的blog或BBS，经由FTP等方式先發表給讀者，再经由亲友传递等方式將作品扩散出去。随着P2P软件的发展，也出现了透过P2P软件进行传播的方式，并日渐成为主流。
然而，大部分的私人中文化仍然屬為侵權行為，部分領域甚至有擅自竄改原始作品的嫌疑。有時候也會出現非營利目標的私人中文化作品，卻被盜版商用來獲取非法利益的情況。
但也有例外狀況。例如以更換語系檔為切換語言方式的軟體，通常允許使用者自行修改、變更或新增語系檔，這種情況下的私人中文化就不存在侵權問題，也可以自由公開發表、散佈中文化作品。
非官方中文化有时会把内置广告去除掉。

#### 游戏汉化
主要在国内没有发行渠道（如在家用游戏主机上运行的游戏，包括掌机游戏）或者没有对应国内语言版本的电子游戏（包括电脑游戏）。
另外对于官方汉化品質低劣的电子游戏也会有汉化组进行重新汉化制作或修正。
对于游戏机上运行的游戏而言，由于汉化版游戏属于自制软件，而官方游戏机固件往往禁止了自制软件的运行，大多需要使用破解系统或烧录卡。

#### 小说、漫画的汉化
主要在国内没有发行渠道或者没有对应国内语言版本的小说、杂志、漫画等平面媒体的中文化。
绝大多数汉化成果均为数字版的文档或者图像，需要通过计算机或智能手机等平台的阅读软件进行阅读。

#### 电影、动画、剧集的汉化
主要在国内没有发行渠道或者没有对应国内配音版本、字幕版本的电影、电视剧集等视频媒体的中文化。另外比起重新配音，观众通常較喜歡原音重現，這也是电影字幕的興盛的主要原因。不过也有配音爱好者自行制作中文配音音轨。
字幕有压制内嵌（因压入以后即无法修改，俗称“硬字幕”）和外部文件挂载（俗称软字幕）两种方式。也有将字幕文件封入容器型格式的“内挂”字幕。
同理，中文配音音轨也有挂载和内嵌两种方式。

### 自由版权材料的汉化
（待补完）

## 引用来源
1. ↑  什么's你的name
2. ↑  《英雄传说空之轨迹SC》官方汉化升级补丁第二版
3. ↑  游研社.  (htm). 深圳: 腾讯网. 2016-07-14: 1  [2016-10-27]. （原始内容存档于2016-10-28） （中文（简体））. 自己懒得本地化，就这么放着（第三方）中文版的想法是大错特错，他们会把内置广告之类的也都替换掉，这部分的收入你可得不到。
4. ↑   參: